# The Zone (Enter Shikari)
The Zone è una raccolta degli Enter Shikari, pubblicata il 12 novembre 2007 dalla Ambush Reality.

## Descrizione
Il disco contiene alcune B side e demo e un remix a opera del progetto solista del cantante Rou Reynolds.

## Tracce
Testi di Rou Reynolds, musiche degli Enter Shikari.
1. The Feast (Demo) – 2:52
2. Kickin' Back on the Surface of Your Cheek – 3:37
3. Keep It on Ice – 2:53
4. Adieu (Routron 5000 Remix) – 7:22
5. Sorry You're Not a Winner (Zane Lowe Live Session) – 4:23
6. Mothership (Demo) – 4:49
7. Acid Nation – 3:12
8. Enter Shikari (Demo) – 2:57

- Return to Energiser (Zane Lowe BBC Session) – 5:24 – traccia fantasma
- Keep It on Ice (Zane Lowe BBC Session) – 2:56 – traccia fantasma

## Formazione
Enter Shikari
- Rou Reynolds – voce, tastiera, sintetizzatore, programmazione
- Rory Clewlow – chitarra, cori
- Chris Batten – basso, voce secondaria
- Rob Rolfe – batteria, percussioni

Produzione
- Miti Adhikari – produzione
- Pedro Ferreira – missaggio
- Martin Giles – mastering
- Justin Lockey – ingegneria del suono, missaggio
- John D. Mitchell – ingegneria del suono
- Jerry Lee Smith – ingegneria del suono

## Classifiche
| Classifica (2007)          | Posizione massima |
| -------------------------- | ----------------- |
| Regno Unito (budget)       | 6                 |
| Regno Unito (rock & metal) | 3                 |